# Liste der Fahnenträger der guinea-bissauischen Mannschaften bei Olympischen Spielen
Die Liste der Fahnenträger der guinea-bissauischen Mannschaften bei Olympischen Spielen listet chronologisch alle Fahnenträger guinea-bissauischer Mannschaften bei den Eröffnungs- (EF) und Abschlussfeiern (AF) Olympischer Spiele auf.

## Liste der Fahnenträger
| Mannschaft             | Veranstaltung | Fahnenträger (EF)    | Fahnenträger (AF)    |
| ---------------------- | ------------- | -------------------- | -------------------- |
| 1996 in Atlanta        | Sommerspiele  | Talata Embalo        |                      |
| 2000 in Sydney         | Sommerspiele  | Talata Embalo        |                      |
| 2004 in Athen          | Sommerspiele  | Leopoldina Ross      | Leopoldina Ross      |
| 2008 in Peking         | Sommerspiele  | Augusto Midana       | (O) Alberto Dias     |
| 2012 in London         | Sommerspiele  | Augusto Midana       | Augusto Midana       |
| 2016 in Rio de Janeiro | Sommerspiele  | Augusto Midana       | Taciana Lima         |
| 2020 in Tokio          | Sommerspiele  | Taciana Lima         | Augusto Midana       |
| 2024 in Paris          | Sommerspiele  | Diamantino Iuna Fafé | Diamantino Iuna Fafé |

Anmerkung: (EF) = Eröffnungsfeier, (AF) = Abschlussfeier, (O) = Offizieller

## Statistik
| Rang    | Sportart    | EF | AF | ∑  |
| ------- | ----------- | -- | -- | -- |
| 1       | Ringen      | 7  | 4  | 9  |
| 2       | Judo        | 1  | 1  | 2  |
| 3       | Offizieller | 0  | 1  | 1  |
| Gesamt: | Gesamt:     | 8  | 6  | 14 |

| Rang                   | Sportart | EF | AF | ∑ |
| ---------------------- | -------- | -- | -- | - |
| bisher keine Teilnahme |          |    |    |   |
| Gesamt:                | Gesamt:  | 0  | 0  | 0 |

| Rang    | Sportart    | EF | AF | ∑  |
| ------- | ----------- | -- | -- | -- |
| 1       | Ringen      | 7  | 4  | 9  |
| 2       | Judo        | 1  | 1  | 2  |
| 3       | Offizieller | 0  | 1  | 1  |
| Gesamt: | Gesamt:     | 8  | 6  | 14 |